# Protaetia limbicollis
Protaetia limbicollis är en skalbaggsart som beskrevs av Leon Fairmaire 1884. Protaetia limbicollis ingår i släktet Protaetia och familjen Cetoniidae. Inga underarter finns listade i Catalogue of Life.